# Campyloneurum sphenodes
Campyloneurum sphenodes är en stensöteväxtart som först beskrevs av Kze. och Kl., och fick sitt nu gällande namn av Fée. Campyloneurum sphenodes ingår i släktet Campyloneurum och familjen Polypodiaceae. Inga underarter finns listade.

## Bildgalleri

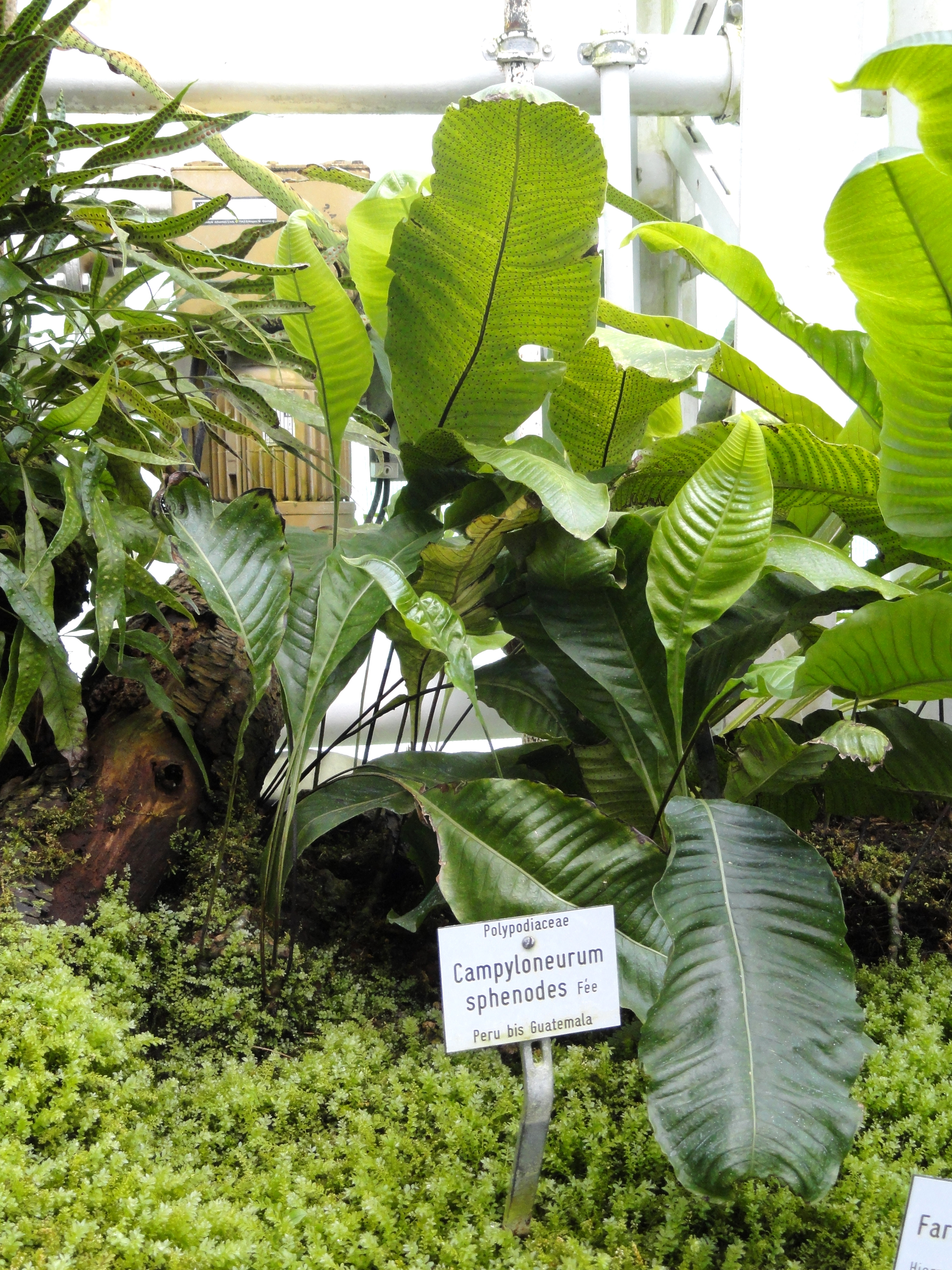